# 게임 밸런스
게임 밸런스(game balance)는 난이도와 공정성의 균형을 맞춰 게임플레이와 사용자 경험을 향상시키려는 게임 디자인의 한 분야이다. 게임 밸런스는 의도한 플레이어 경험을 만들기 위해 보상, 도전 과제 및 게임 요소를 조정하는 것으로 구성된다.

## 개요 및 개발
게임 밸런스는 일반적으로 플레이어에게 공정성 수준을 도입하는 것으로 이해된다. 여기에는 난이도, 승패 조건, 게임 상태, 경제 균형 등을 조정하여 서로 협력하는 것이 포함된다. 게임 밸런스의 개념은 게임 장르에 따라 다르다. 대부분의 게임 디자이너는 게임 밸런싱이 특히 메타를 통해 매력적인 플레이어 경험을 제공하는 데 도움이 된다는 데 동의한다.
게임 밸런스는 어니스트 아담스, 지니 노박, 이안 슈라이버, 데이비드 설린, 제시 셸 등 게임 디자이너들 사이에서 흔히 논의된다. 이 주제는 Extra Credits, GMTK, Adam Millard 등 게임 디자인 주제를 전문으로 하는 많은 유튜브 채널에서도 소개된다.

## 같이 보기
- 삼각수